# Крас, Стефф
Стефф Крас (нидерл. Steff Cras; род. 13 февраля 1996 в Геле, Бельгия) —  бельгийский профессиональный шоссейный велогонщик, выступающий за команду мирового тура «Katusha–Alpecin».